# Đắk Sắk
Đắk Sắk là một xã của tỉnh Lâm Đồng Việt Nam.

## Địa lý
Xã Đắk Sắk nằm ở phía đông nam huyện Đắk Mil, có vị trí địa lý:
- Phía đông giáp xã Long Sơn và huyện Krông Nô
- Phía tây giáp xã Đức Minh và huyện Đắk Song
- Phía nam giáp huyện Đắk Song
- Phía bắc giáp xã Đức Mạnh.

Xã Đắk Sắk có diện tích 31,13 km², dân số năm 2019 là 14.735 người, mật độ dân số đạt 473 người/km².

## Hành chính
Xã Đắk Sắk được chia thành 17 thôn: 3/2, Đắk Hà, Đắk Xô, Đức Long, Hoà Phong, Phương Trạch, Tân Bình, Thổ Hoàng 1, Thổ Hoàng 2, Thổ Hoàng 3, Thổ Hoàng 4, Xuân Bình, Xuân Lộc 1, Xuân Lộc 2, Xuân Tình 1, Xuân Tình 2, Xuân Tình 3 và 2 bon: Đắk Mâm, Đắk Sắk.

## Lịch sử
Xã Đắk Sắk được thành lập vào ngày 17 tháng 1 năm 1984 trên cơ sở tách một phần diện tích và dân số của xã Đức Minh.
Ngày 22 tháng 11 năm 2006, Chính phủ ban hành Nghị định 142/2006/NĐ-CP. Theo đó:
- Thành lập xã Long Sơn trên cơ sở điều chỉnh 3.058 ha diện tích tự nhiên và 2.198 người của xã Đắk Sắk
- Điều chỉnh 229 ha diện tích tự nhiên và 801 người của xã Đức Minh về xã Đắk Sắk quản lý.

Sau khi điều chỉnh địa giới hành chính, xã Đắk Sắk có 3.170,88 ha diện tích tự nhiên và 9.704 người.